# Tuoba japonicus
Tuoba japonicus is een duizendpotensoort uit de familie van de Geophilidae. De wetenschappelijke naam van de soort is voor het eerst geldig gepubliceerd in 1935 door Fahlander.